# Yago Mateus dos Santos
Yago Mateus dos Santos (Tupã, 9 marzo 1999) è un cestista brasiliano.

## Carriera
Con il Brasile ha disputato i Campionati americani del 2022.

## Palmarès

### Club

#### Competizioni nazionali
- Novo Basquete Brasil: 2

Paulistano: 2017-2018
Flamengo: 2020-2021
- Basketball Champions League Americas: 1

Flamengo: 2020-2021
- Campionato tedesco: 1

Ulm: 2022-2023
- Campionato serbo: 1

Stella Rossa: 2023-2024
- Coppa di Serbia: 2

Stella Rossa: 2024, 2025

#### Competizioni internazionali
- Coppa Intercontinentale: 1

Flamengo: 2022
- Lega Adriatica: 1

Stella Rossa: 2023-24

### Individuale
- Basketball-Bundesliga MVP finali: 1

Ulm: 2022-23
- MVP finals Lega Adriatica: 1

Stella Rossa: 2023-24